# 14186 Virgiliofos
14186 Virgiliofos eller 1998 XP2 är en asteroid i huvudbältet som upptäcktes den 7 december 1998 av de båda italienska astronomerna Andrea Boattini och Luciano Tesi vid Pian dei Termini-observatoriet. Den är uppkallad efter läraren Virgilio Fossombroni.
Asteroiden har en diameter på ungefär 12 kilometer.